# Ксенофон Пеонидис
Ксенофон Пеонидис (на гръцки: Ξενοφών Παιονίδης) е гръцки архитект и революционер, деец на гръцката въоръжена пропаганда в Македония от началото на XX век. Пеонидис е последовател на неокласицизма и еклектика и творбите му формират новия архитектурен образ на столицата на Македония Солун, особено след като градът е освободен от гръцката армия през 1912 година.

## Биография
Ксенофон Пеонидис е роден в 1863 година в халкидическото село Фурка, тогава в Османската империя, но семейството му е от Воден. Учи в Политехническия университет в Атина. След това продължава обучението си в Мюнхенския политехнически институт. Завръща се в Солун в 1892 година, където става видна фигура сред гръцката общност в града. Пеонидис е общински съветник при Осман Саид бей.
Присъединява се към гръцката пропаганда и действа срещу българските чети на ВМОРО. Пеонидис е страстен ловец и тъй като е известен архитект спокойно редовно посещава селата в района на Ениджевардарското езеро и ловува патици. Езерото е основно поле за сблъсък на българските и гръцките чети в региона. След всеки негов лов прави топографически чертежи по памет с обозначаване на бреговите постове, укрепленията и комуникациите на българите и ги изпраща чрез гръцкото консулство на командирите на гръцките чети в района на езерото. За своята дейност Пеонидис е награден с орден от гръцката държава.
След като Солун влиза в Гърция, Пеонидис продължава да е общински съветник при кмета Константинос Ангелакис. Избиран е за депутат от Халкидики и е куратор на солунските училища и сиропиталището „Папафис“. Работи като директор на общинската техническа служба и е в ръководството на спортния клуб Ираклис.
Ксенофон Пеонидис умира от инфаркт, който получава докато обядва с монасите в манастира „Света Анастасия Узорешителница“ през май 1933 година. Погребан е в гробището Свето Благовещение (Евангелистрия) в Солун.
Негов племенник е гръцкият архитект Филимон Пеонидис.

## Творчество
Сред най-значителните работи на Пеонидис е сиропиталището „Папафис“, характерен образец на класицизма, построен в периода 1894 – 1904 година с пари на живелия на Малта солунчанин меценат Йоанис Папафис и на болницата „Свети Димитър“ от гръцката община, чието строителство довършва в 1903 година. Сред работите му са и Градското училище „Йоанидис“, днешното 40-о начално училище, Градското училище „Аналипси“, Централното градско училище и стоата на Свети Мина. Освен обществени здания Пеонидис проектира и жилищни: Хадзилазаровата къща, дома на Хасан бей Прищина, сегашното Училище за слепи, Вилата на Сейфула паша, сегашната Вила „Мордох“, Вилата „Салем“ на юриста Емануил Салем, където по-рано е италианското консулство, Неделковата къща на лекаря Йоанис Неделкос, сегашното Светогорско огнище, и стоата на Пелософ (Старата поща). Дело на Пеонидис е и сградата на Солунското благотворително мъжко общество. Пеонидис е архитект на неокласическата сграда на историческата хирургическа клиника на доктор Йоанис Куфас, която заедно с наблизо намиращата се Хадзидимулова къща на архитекта Димитриос Филизис образува хармоничен ансамбъл. Сградата на клиниката има колони на балконите на първия и втория етаж и триъгълен фронтон.
По проекти на Пеонидис е построена гимназията в град Полигирос, началните училища в Епаноми, Сухо, Василика, Ормилия, Никити, Партенонас, Врастама, Касандрия, Сикия и други. От него е построено и църковното училище в манастира „Света Анастасия“, църквата „Свети Антоний Нови“ в Бер и конаците в Сяр и Битоля. Проектът му за Синодален дворец в Иверския манастир не се реализира поради избухването на Първата световна война.